# Texasetes
Texasetes ist eine wenig bekannte Gattung der Vogelbeckensaurier (Ornithischia) aus der Gruppe der Ankylosauria.

## Merkmale
Texasetes war mit geschätzten 2,5 bis 3 Metern Länge ein kleiner Ankylosaurier. Von diesem Dinosaurier wurden bislang einige Wirbel, Teile des Schultergürtels und des Beckens sowie einzelne Gliedmaßenknochen und Knochenplatten (Osteodermen) gefunden. Aus dem Bau des Schulterblattes und der Knochenplatten lässt sich eine Zugehörigkeit zu den Ankylosauriern schließen, sonst ist der genaue Körperbau unbekannt. Vermutlich war sein Rumpf wie bei allen Ankylosauriern mit einer Panzerung aus Knochenplatten bedeckt, die Gliedmaßen waren kurz und stämmig, das Tier bewegte sich auf allen vieren (quadruped) und ernährte sich von Pflanzen.

## Entdeckung und Benennung
Die fossilen Überreste von Texasetes wurden in der Paw-Paw-Formation im Tarrant County im US-Bundesstaat Texas entdeckt. Zunächst wurden sie für einen Sauropoden gehalten, erst Walter Coombs erkannte die Gattung als Ankylosaurier und beschrieb sie 1995, der Gattungsname bedeutet „Bewohner von Texas“. Einzig beschriebene Art und damit Typusart ist T. pleurohalio. Die Funde werden in die späte Unterkreide (spätes Albium) auf ein Alter von etwa 107 bis 100 Millionen Jahre datiert.

## Systematik
Von seinem Erstbeschreiber wurde Texasetes innerhalb der Ankylosauria in die Gruppe der Nodosauridae eingeordnet. Andere Systematiken wie Vickaryous et al. (2004) halten die Funde zu spärlich für eine genaue Einordnung und listen ihn als „Ankylosauria incertae sedis“. Aus der gleichen Formation stammt mit Pawpawsaurus ein weiterer Ankylosaurier, von dem bislang allerdings nur der Schädel gefunden wurde. Möglicherweise handelt es sich dabei um die gleiche Gattung.